# Mignaloux-Beauvoir
Mignaloux-Beauvoir is een gemeente in het Franse departement Vienne (regio Nouvelle-Aquitaine) en telt 3704 inwoners (2004). De plaats maakt deel uit van het arrondissement Poitiers.

## Geografie
De oppervlakte van Mignaloux-Beauvoir bedraagt 21,6 km², de bevolkingsdichtheid is 171,5 inwoners per km².

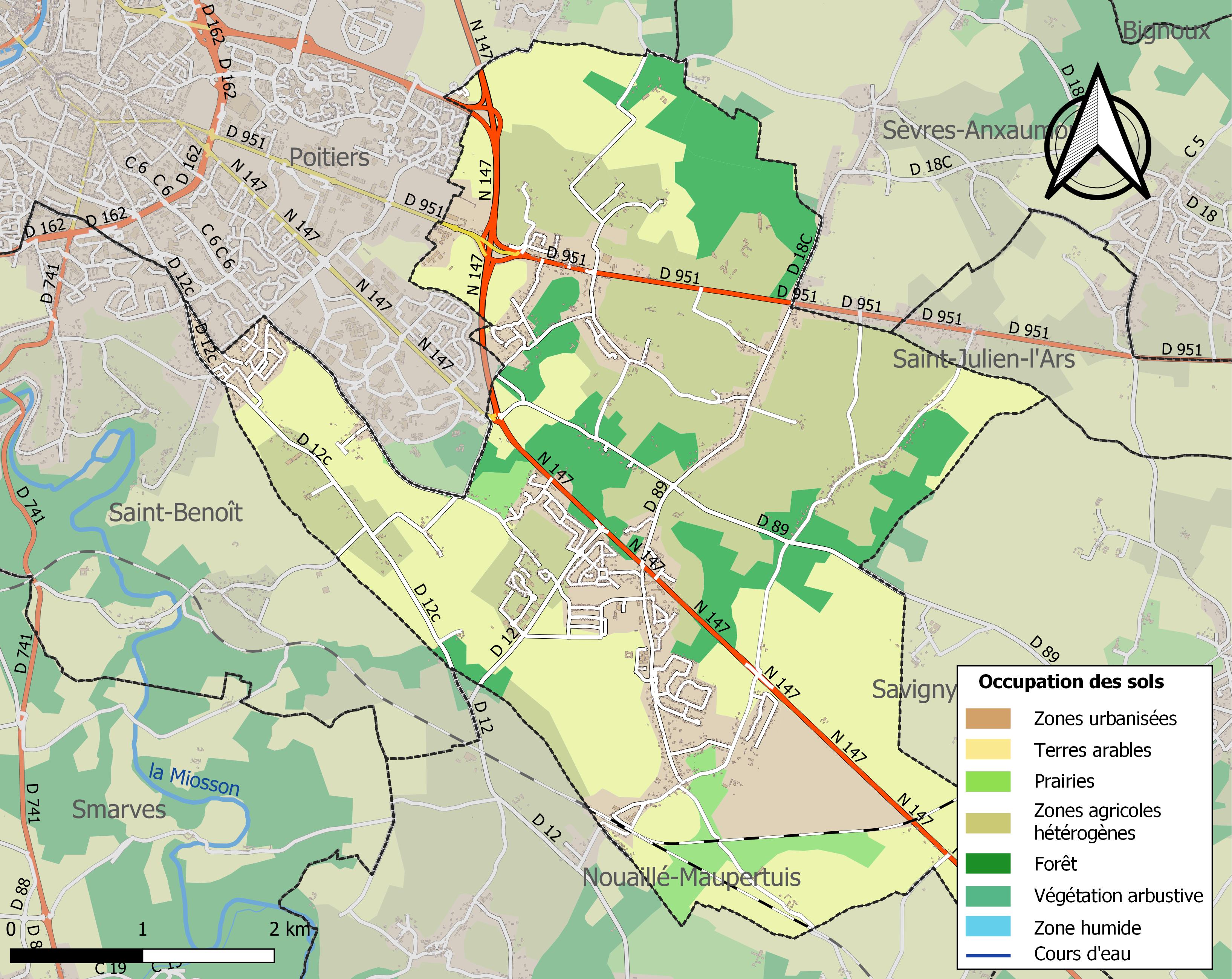
Kaart van de gemeente met de belangrijkste infrastructuur, bodemgebruik en omliggende gemeenten

## Verkeer en vervoer
In de gemeente ligt spoorwegstation Mignaloux - Nouaillé

## Demografie
Onderstaande figuur toont het verloop van het inwonertal (bron: INSEE-tellingen).